# Бенавидес, Пако
Пако Бенавидес (исп. Paco Benavides), имя при рождении Хавьер-Пальмиро Бенавидес-Солис (Javier Palmiro Benavides Solís; 4 декабря 1964, Сан-Габриель, провинция Карчи, Эквадор — 24 июня 2003, Берн, Швейцария) — эквадорский поэт, художник, переводчик и общественный деятель.

## Биография
Хавьер-Пальмиро Бенавидес-Солис родился 4 декабря 1964 года в Сан-Габриель, Эквадор. Был младшим из пяти детей Хосе-Марии Бенавидеса (José María Benavides) и Аны-Инесы Солис (Ana Inés Solís). Когда ему было два года, семья переехала в Кито.
В Кито получил начальное образование, после среднее образование в академии Борха № 3. Завершил образование в Центральном университете Эквадора со степенью лиценциата в области социологии и политологии.
В конце 1980-х годов стал одним из учредителей литературной группы «Матапьохо» («Matapiojo») с Диего Веласко (Diego Velasco), Эдвином Мадридом (Edwin Madrid), Виктором Вальехо (Víctor Vallejo), Пабло Йепесом-Мальдонадо (Pablo Yépez Maldonado), Диего Гортайре (Diego Gortaire), Сусаной Струве (Susana Struve). Они призывали к «обобществлению средств литературного производства». В 1990 году была издана его «История естественного огня» («Historia natural del fuego»), получившая признание критиков и читателей.
Женился на Франциске Бергер (нем. Franziska Berger), гражданке Швейцарии, изучавшей в Кито испанский язык. В 1993 году семья переехала в Швейцарию, где Пако Бенавидес продолжил литературную деятельность и писать картины. В Берне работал преподавателем испанского языка. В феврале 1995 года Дом эквадорской культуры в Кито выбрал его картину «Южный ветер» («исп. Viento Sur»), ставшую первой в экспозиции «Записные книжки Рембо» («Los cuadernos de Rimbaud»). В 1997 году издал сборник стихов «Внутренняя земля» («Tierra Adentro»), который посвятил родителям.
В Швейцарии прожил почти десять лет. Занимался переводом литературных произведений, участвовал в передачах на радио, в последние годы писал исключительно натюрморты. Брак поэта распался.
Пако Бенавидес умер 24 июня 2003 года в Берне в своём доме, где жил один. Его тело было обнаружено спустя несколько дней после смерти, оно было кремировано, пепел перевезён в Кито и положен в колумбарии на кладбище Батан.